# بیوریز لیک (پنسیلوانیا)
بیوریز لیک (به انگلیسی: Beurys Lake) یک منطقهٔ مسکونی در ایالات متحده آمریکا است که در شهرستان سچویلکیلل، پنسیلوانیا واقع شده‌است. بیوریز لیک ۱٫۰ کیلومتر مربع مساحت و ۱۳۳ نفر جمعیت دارد.